# Piotr Mas Ginestar
Piotr Mas Ginestar znany też jako Piotr z Benisy, (hiszp.) Alejandro Mas Ginestar (ur. 11 grudnia 1876 w Benisie na terenie prowincji Alicante, zm. 26 sierpnia 1936 w Vergel na terenie archidiecezji walenckiej) – hiszpański błogosławiony Kościoła katolickiego, męczennik, prezbiter, kapucyn, ofiara prześladowań antykatolickich okresu hiszpańskiej wojny domowej.

## Życiorys
Był najmłodszym z czworga synów Francisco Masa i Vicenty Ginestar. Na chrzcie, który odbył się w dzień po urodzeniu otrzymał imię Alejandro (Aleksander). Do kapucynów wstąpił l sierpnia 1893 r. w klasztorze św. Magdaleny w Massamagrell. Śluby czasowe złożył 3 sierpnia 1894 r., a profesję wieczystą 8 sierpnia 1897 r. Przyjął imię zakonne Piotr. Święcenia kapłańskie otrzymał w Ollerii 22 grudnia 1900 r. Powołanie realizował pełniąc posługę jako kaznodzieja, duszpasterz młodzieży i katecheta.
Gdy po wybuchu wojny domowej w Hiszpanii rozpoczęły się prześladowania katolików i napaści na klasztory przebywał w Masamagrell. Zmuszony do ukrycia przebywał w Vergel u swojej siostry i tam rozpoznany jako zakonnik został aresztowany i rozstrzelany. 
Translacji relikwii z cmentarza w Denii do kaplicy męczenników kapucyńskich w klasztorze św. Magdaleny w Massamagrell dokonano 30 lipca 1939 r.
Proces informacyjny odbył się w Walencji w latach 1957–1959. Beatyfikowany w pierwszej grupie wyniesionych na ołtarze męczenników z zakonu kapucynów zamordowanych podczas prześladowań religijnych 1936–1939, razem z Józefem Aparicio Sanzem i 232 towarzyszami, pierwszymi wyniesionymi na ołtarze Kościoła katolickiego w trzecim tysiącleciu przez papieża Jana Pawła II w Watykanie 11 marca 2001 roku.
Wspomnienie liturgiczne obchodzone jest przez katolików w dzienną rocznicę śmierci (26 sierpnia), a także w grupie męczenników 22 września.